# Cirilización
La cirilización es un sistema para representar un lenguaje con el alfabeto cirílico, donde el idioma fuente usa un sistema de escritura diferente al cirílico (es comparado con la romanización). Cada cirilización tiene su propio conjunto de reglas.
Existen algunos sistemas de cirilización que son oficialmente aceptados en Rusia:
- Cirilización del chino mandarín.
- Cirilización del japonés.
- Cirilización del coreano.
- Cirilización del griego.
- Cirilización de la escritura latina.

Otros sistemas de cirilización:
- Cirilización del esperanto.

- Datos: Q2654890